# Zacharias Werner

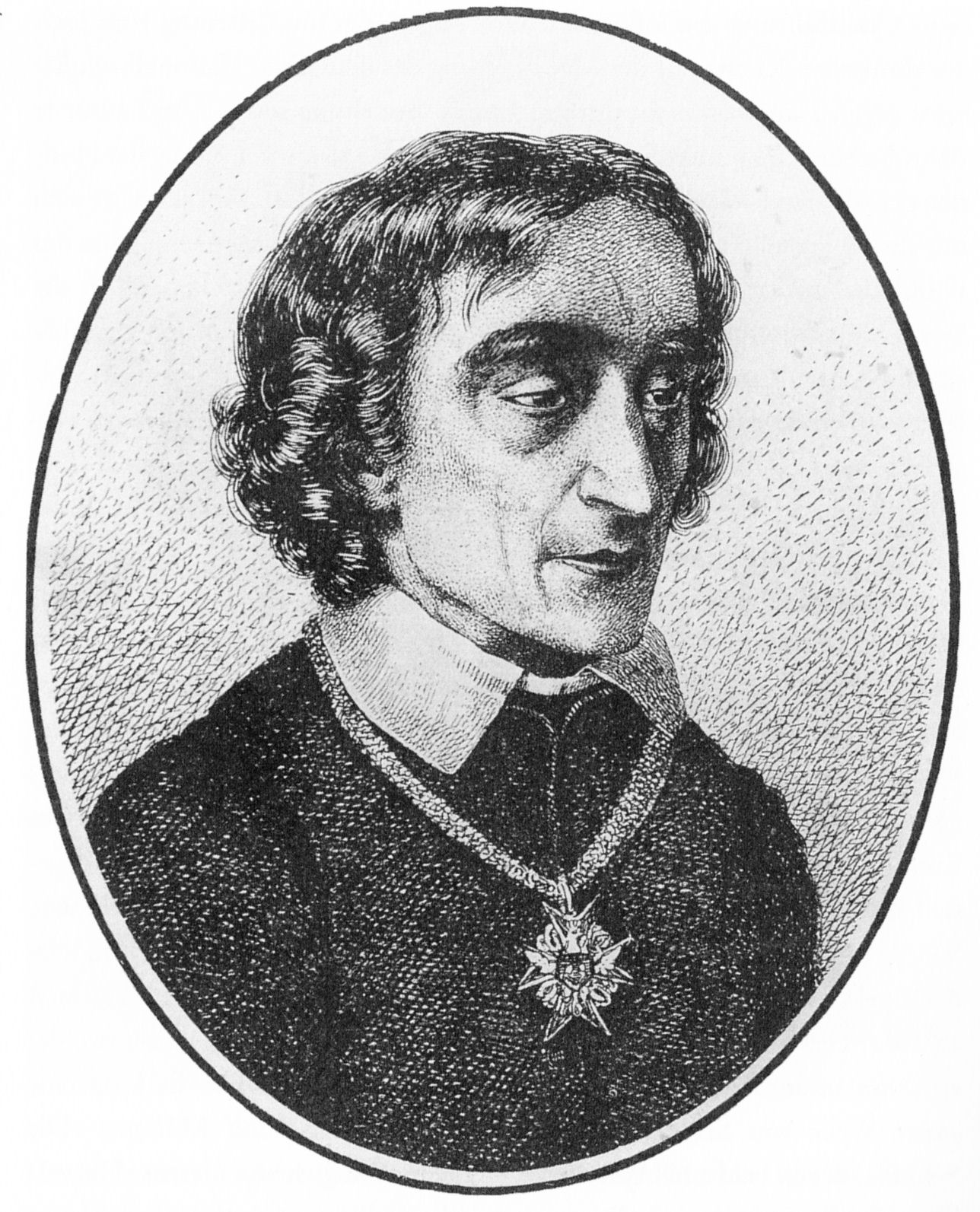
Zacharias Werner.

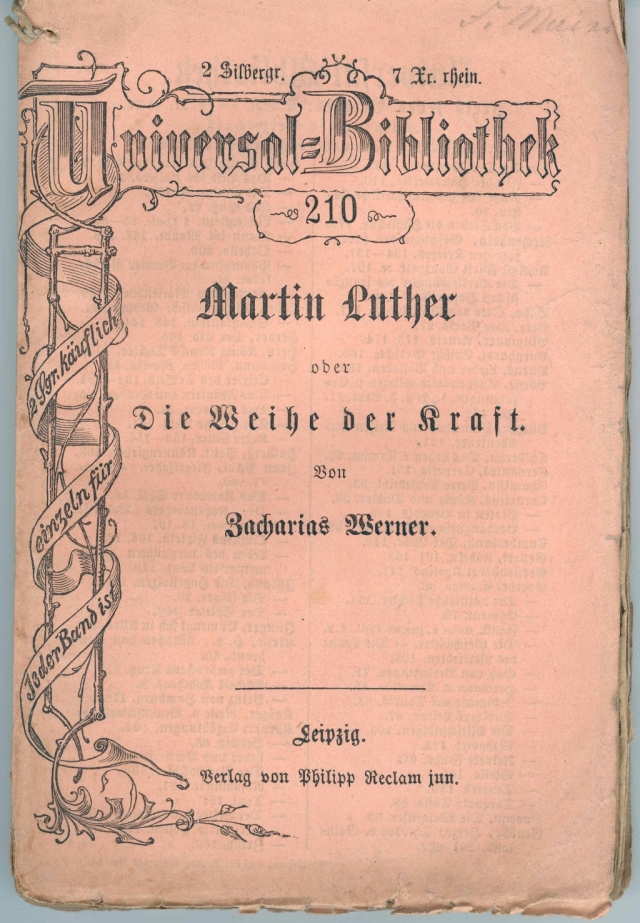
Reklamhäfte för Martin Luther oder Die Weihe der Kraft från 1870.

Friedrich Ludwig Zacharias Werner, född 18 november 1768 i Königsberg (nu Kaliningrad), död 17 januari 1823 i Wien, var en tysk dramatiker, poet och romantiker.
Werner ärvde efter sin mor ett överspänt religiöst svärmeri, som hos honom ständigt brottades med en het sinnlighet. Han blev 1793 krigs- och domänsekreterare i hemorten och 1795 i Warschau, ingick inom sex års tid tre äktenskap, som upplöstes, var 1805–1807 geheimesekreterare i Berlin och kom då i nära kontakt med nyromantikens män, varefter han gav sig ut på resor. Därunder vistades han hos Anne-Louise-Germaine Staël von Holstein och övergick 1811 i Rom till katolska läran. Sedan han 1814 avlagt prästexamen i Aschaffenburg, uppträdde han som predikant och väckte bland annat vid Wienkongressen uppseende med blandningen av svulstig mystik och cynisk kvickhet i sina predikningar. 
Stor framgång rönte Werners första drama, Die Söhne des Thals 1803–1804, Dalens söner, 1817, vari han dramatiserar tempelherreordens undergång som avslutas med bålbränningen av Jacques de Molay. Hans skådespel Martin Luther, oder die Weihe der Kraft (1805, tryckt 1807; Martin Luther, 1817) har välgjorda historiska scener, men lider av veklig extas i karaktärsteckningen. Der Kreuz an der Ostsee (1806) behandlar de hedniska preussarnas omvändelse till kristendomen. Som konvertit offentliggjorde han skådespelet Die Weihe der Unkraft (1814). 
Operamässiga andeuppenbarelser och förvildad mystik samt ett sentimentalt frossande i bödelsscener vanställer även sorgespelen Wanda (1808), Attila (1809), Cunegunde (1815) och Die Mutter der Makkabäer (1820). Däremot är personerna tecknade med realism i Werners verkningsfulla enaktspjäs Der vier und zwanzigste Februar (1810, tryckt 1815), som upprullar gräsliga olyckor och brott som följder av en faders förbannelse. Denna pjäs var det omedelbaraste upphovet till den nyromantiska "Schicksalstragedin". Werner hade onekligen en originell dramatisk begåvning, mäktig av rörlighet, glans och uttryckets kraft, men excentriska och osunda ingivelser växer frodigt i hans pjäser. 
Man såg en tid allmänt Werner som i arvtagare till Friedrich Schiller som dramatiker, och bland annat Goethe försökte uppfostra den svage och njutningslystne mannen till detta värv, men Werner nådde aldrig högre än i de första skådespelen, vilkas teatraliska patos skapade inte ringa scenisk effekt. P.D.A. Atterbom skildrar i sina Minnen hans predikoföredrag som ägande "denna naiva popularitet, som ändå inte sällan svävar på gränsen av det burleska, mycket eld, kraft och styckevis profetisk schvung" och honom själv som sliten mellan högmod och ödmjukhet, hyckleri och sanning med ständiga utbrott av ånger och samvetsagg. 

## Verk
- Vermischte Gedichte (1789)
- Die Söhne des Thals (1803–1804)
  - Dalens söner (översättning Georg Scheutz, 1817)
- Die Templer auf Cypern (1803)
- Die Kreuzesbrüder (1804)
- Das Kreuz an der Ostsee (1806)
- Die Brautnacht (1806)
- Martin Luther oder die Weihe der Kraft (1806)
  - Martin Luther: tragedi (översättning Carl von Zeipel, Uppsala, 1817)
- Der vierundzwanzigste Februar (1808)
- Attila, König der Hunnen (romantisk tragedi, 1809, litterär förlaga till Verdis opera Attila)
  - Attila, hunnernes konung (översättning Erik Wilhelm Djurström, Uppsala, 1821)
- Wanda (1810)
- Die Weihe der Unkraft (1813)
- Kunigunde die Heilige (1815)
- Geistliche Übungen für drei Tage (1818)
- Die Mutter der Makkabäer (1820)